# 헬로 네이버
헬로 네이버(Hello Neighbor)는 서바이벌 호러와 스텔스게임이다. 정식 출시한 기업 DynamicPixel과 Tinybuild이다. 버전은 pre-alpha, alpha 1, alpha 2, alpha 3, alpha 4, beta 1, beta 3, full game(정식)이다. 정식 게임이 이식된 프로그램은 마이크로소프트 윈도우와 Xbox One인데 2017년 11월 8일에 되었다. 나중에 PlayStation 4, Nintendo Switch, iOS와 안드로이드도 되었는데 날짜가 2018년 7월 26일이다.

## 게임 플레이
니키 로스는 어느날 축구를 하며 노는데 피터슨씨의 집에서 아이의 비명소리가 들려 이웃집의 지하실로 들어가 비밀을 파헤치는 것이다.

## 스토리
니키 로스. 어느 아파트에서 살고있지만 환경이 좋지않아 자신이 살던 고향으로 내려가야만 했다. 그가 사는집엔 냉장고가있는데 텅 비어 먹을것도 없었다. 편지 하나가 오며 이사를 가게 된다. 도착한 자신의 집. 그리고 앞쪽에 완전히 폐허가 된집이 있다. 그리고 그 집쪽에 가자 알 수 없는 검은 그림자 환상이 보이며 어지럼증을 느끼고 자신이 겪었던 트라우마를 생각하게 된다. 아주 오래전의 니키. 어느날 놀던 친구 2명이 갑자기 실종되어서 혼자 축구를 한다. 공을 주으러 가고. 공을 만지는 순간 피터슨씨 집쪽에서 아이의 비명소리가 들린다. 그리고 니키가 몰래 창문을 훔쳐보니. 지하실문이 쿵쿵대는 소리와 함께 아저씨가 문을 막고 자물쇠로 문을 잠갔다. 그리고 니키는 숨겨진 열쇠를 찾아 그 자물쇠를 따어 지하실로 들어간다. 아주 평범해 보였지만 세탁기를 여니 비밀 공간이 펼쳐졌다. 마지막 문까지 통과했더니 피터슨 아저씨가 쫒아왔다. 끝까지 도망가지만 자물쇠로 잠겨있는 문이 니키를 막는다. 그렇게 니키는 잡히고 마는데...
수개월이 지난 뒤, 니키는 한 방에 갇혀 못나오게 된다. 하지만 곧 구하러 오는 사람이 있었으니. 바로 실종된 자신의 친구. 니키는 그 친구를 보았다. 같이 나가려고 지하실을 나가자.. 이미 모든벽은 나무판자로 막혀있었고 저번에 있던집과 상당히 다른모습이 되었다.
피터슨. 그는 옛적 아내와 하나의 아들과 딸을 가지고 있었다. 그는 옛적에 놀이동산을 제작하며 엔지니어 일을했었다. 하지만 곧 그는 얼마안돼 교통사고로 아내를 잃게 된다. 그일로 인해 아들과 딸은 다툼이 심해진다. 피터슨의 아들이 딸의 인형을 훔쳐갔다.
피터슨의 딸과 아들. 그들은 아주 화목했다. 숨바꼭질놀이를 하며 자주 놀았다. 하지만 피터슨이 자신의 어머니와 함께 오지않자 숨바꼭질놀이가 곧 폭력적으로 변했다. 피터슨의 아들은 딸을 폭력했고 마침내 이제는 아들은 딸에게 숨바꼭질 술래를 하라고했다. 문을열자 더 이상 그녀의 상상이 아닌 진짜 옥상이였다. 하늘이 도는것같은 어지러움을 참고 끝내 인형을 손에 넣게된다. 하지만 피터슨의 아들이 분노를 참지 못하며 끝내 피터슨씨의 딸을 실수로 밀어버린다. 피터슨씨는 그 계기로 아내와 딸을 잃는다.
다시 처음으로...
니키는 비명소리를 들었다. 그것은 피터슨이 자신의 아들을 지하실에 가둔것이다. 니키는 그 아들과 친분이있었다.
다시 이어가며...
놀이동산에 있을만한 트램펄린을 타고 밖으로 나간다.(열쇠나 빠루엔딩도 있음) 뒤에 자신의 친구를 구하려했지만 아저씨가 문을 막으며 다시는 못들어가게 된다. 그일로 니키는 친구를 구하지못한 죄책감에 빠며 매일 트라우마에 시달려야만했다. 그래서 니키는 자신을 지하실 방에서 구해준 사람을 그냥 남자아이가 그려진 나무 판자로 생각하기로 한다.
(게임내 액트 2 처음부분에 문의 열쇠고리를보면 자신을 구하는 인물 나무판자로 보인다. 그뜻은 액트 1과 2는 자신의 기억이며 액트3가 현재의 자신인 것을 알 수 있다.)
다시 현재로...
니키는 집에서 온 전화를 받는데 그때 검은색 그림자 환상이 보이며 트라우마를 생각하게 되어서 잠을자게된다.
자는 중 갑자기 망로 못을 두드리는 소리가 들린다. 니키는 일어나 밖을보니 폐허가 된 피터슨집은 어디에도 없고 놀이동산으로 변한 집이 있었다. 그리고 그때와 같이 아이의 비명소리가 들리고.. 또 니키는 피터슨씨위 집의 지하실을 들어가려한다. 끝내 지하실로들어간 니키는 똑같이 세탁기의 문을열어 비밀통로로 들어가고 가다가 또 검은 그림자 환상이 보인다. 니키는 은신기술을 사용해 그 그림자의 눈에 띄지 않게 하고 계속해서 나아간다. 옛날 자신이 잡혔던 통로. 그곳에 들어가자 피터슨씨가 막으려했지만 성인이 된 니키. 피터슨씨를 밀쳐내고 문을 잠근다. 그렇게 뛰어가자 저번에 막혔던 문이 열려있고 방이 있었다. 남자아이가 그려진 나무판자와 함께. 그렇게 방으로 들어가 창문을 보니 피터슨씨가 거인이 되어 있었다. 그고 등 뒤에는 집이 매달려 있었다. 그렇게 높이 서있는 피터슨씨를 여러 방법으로 넘어뜨려 문에 들어간다. 들어간곳은 길거리. 하지만 그곳에는 포스터가 산더미였다. 그 포스터는 자신이 어릴때 축구를 하며 봤던 포스터였다. 길거리를 지나자 피터슨씨가 포스터를 붙이고 있었다. 후에 너무 슬픈나머지 울고말았다. 그리고 그 모습을 지켜보는 니키와 검은 그림자. 그렇게 그들을 떨치고 문을통해 이동한다. 그 방은 방이아니고 큰 집이였다. 집안에서 누군가 놀고있는데 바로 자신이었다. 옛적 자신. 그렇게 큰 검은 그림자(니키가 친구를 구하지 못함으로 인한 죄책감)가 자신을 공격하려하자 니키는 그런 검은 그림자로부터 어린 자신을 구하면 구할수 록 몸이 커졌다. 그리고 어느정도 커졌을 때 검은 그림자를 쓰러뜨린다. 그렇게 출구로 향하는데 옆에 또 다른 집이 있었다. 그 집을보자 피터슨씨가 자신이 검은 그림자에게 쫒겨 문을 막았다. 자신을 구해달라 창문을 두드렸지만 끝내 니키는 피터슨씨를 버리고 출구로 나간다.
.....
니키는 그렇게 잠에서 깨어난다. 그렇게 놀이동산이였던 피터슨씨의 집은 다시 폐허가 되어있었고 자신이 어릴적에 가졌던 트라우마를 매두 극복하고 새출발을 시작하는 니키의 모습으로 게임은 끝난다.

## 이스터에그
헬로네이버 알파 2에 치트가 있는데 ghost를 사용하면 날아다니며 벽을 뚫을 수 있다. 근데 이웃집 아래에 가면 피터슨씨가 있는데 발바닥을 보면 666이 써져있다. 그리고 니키 로스 집 우편함에 14:14라고 써져있는데 성경책 구약전서 어딘가에 14장 14절에 악마 즉 사탄과 관련된 이야기가나온다.
알파 3에서는 QR코드가 있는데 내용이 너무 섬뜩해 유저들에게 큰 주목을 받았다. 내용은 이렇다. "그녀가 어디에 묻혔는지 그들은 절대 모를것이다."
알파 1 사진이 있는데 피터슨씨가 황소 머리가 그려진 컵을들며 TV를 보는데 왼쪽에 손이 보인다. 밝기를 높이면 검은 그림자이다. 알파 3에서도 엔딩을 보기전 피터슨씨가 우는 장면에서 잠긴 문 뒤에 검은 그림자가 보인다.
유저들은 피터슨씨가 아내를 살리기 위하여 악마를 숭배하는 추종자 라고 생각한다. 황소 머리가 그려진 컵도 악마와 관련되어 있고 발바닥의 666도 악마와 관련되어 있고 성경에 나오는 14장 14절까지 악마와 관련되어 있다.
헬로네이버에서는 검은 그림자가 상당히 많이나오며 유저들은 헬로네이버 정식 게임 액트 2에서 구하지 못한 친구나 피터슨씨의 아내가 검은 그림자의 환상이되어 니키의 눈속에 보이게 하는 것이라고 추측한다.

## 후속작

### 헬로 네이버 2
헬로 게스트(Hello Guest)라는 제목으로 출시되었던 새로운 헬로 네이버 게임은 이후 헬로 네이버 2(Hello Neighbor 2)의 프리알파 버전으로 공개되었으며, 2020년 7월 23일에는 원작 게임의 후속작으로 발표되었다. 같은 날 알파 1도 출시되었고, 알파 1.5는 2020년 10월 26일에 출시되었다. 후속작은 Microsoft Windows와 Xbox Series X/S에서 플레이할 수 있다고 발표되었다. 2021년 12월 10일에는 2022년 4월 7일 클로즈드 베타가 출시될 예정이며, 사전 주문자에게만 제공된다. 2022년 2월 10일에는 헬로 네이버 2가 플레이스테이션 4와 5에서도 출시될 것이라고 발표되었다. tinyBuild는 정식 게임이 2022년 12월 6일에 출시될 예정이라고 발표했고, 실제로 출시되었다.
이 게임은 레이븐 브룩스에 도착한 기자 퀀틴을 중심으로 전개된다. 퀀틴은 에런과 마이아의 실종 사건을 취재하기 위해 레이븐 브룩스에 왔지만, 곧 피터슨 씨가 폐쇄된 박물관에 숨어 있다는 사실을 알게 된다. 퀀틴은 박물관에 들어가기 위해 열쇠를 찾기 위해 레이븐 브룩스의 다른 집들 안으로 몰래 들어가야 한다. 게임을 진행하면서 퀀틴은 결국 마을의 깊은 비밀을 알게 되고, "손님"이라는 이상한 인물을 피하게 된다.

## 평가
| 평가 |                                    |
| --- | ---------------------------------- |
| 통합 점수 통합사 점수 메타크리틱 PC: 38/100 [ 3 ] XONE: 42/100 [ 4 ] NS: 39/100 [ 5 ] 평론 점수 평론사 점수 게임 인포머 3.75/10 [ 6 ] 게임스팟 3/10 [ 7 ] IGN 4.1/10 [ 8 ] 닌텐도 라이프 [ 9 ] OXM (UK) 3/10 PC 게이머 (US) 38/100 [ 10 ] 푸시 스퀘어 [ 11 ] |                                    |
| 통합 점수 |                                    |
| 통합사 | 점수                               |
| 메타크리틱 | PC: 38/100 XONE: 42/100 NS: 39/100 |
| 평론 점수 |                                    |
| 평론사 | 점수                               |
| 게임 인포머 | 3.75/10                            |
| 게임스팟 | 3/10                               |
| IGN | 4.1/10                             |
| 닌텐도 라이프 | [ 9 ]                              |
| OXM (UK) | 3/10                               |
| PC 게이머 (US) | 38/100                             |
| 푸시 스퀘어 | [ 11 ]                             |